# Leones de Tecuala
Los Leones de Tecuala fue un equipo de béisbol que compitió en la Liga de Béisbol del Noroeste de México con sede en Tecuala, Nayarit, México.

## Historia
Los Leones de Tecuala ingresaron a la LBN en 2013. Su parque es el Estadio "Santos Ramos Contreras" y son sucursal de los Leones de Yucatán de la Liga Mexicana de Béisbol.

## Jugadores

### Roster actual
Por definir.